# Реуф Кадић
Реуф Кадић (Сарајево, 25. мај 1908 – Шибеник, 6. август 1974) био је југословенски архитекта и редовни професор.

## Биографија
Завршио је Средњу техничку школу у Сарајеву (1926). Дипломирао је архитектуру 1934. на Високој техничкој школи у Прагу. Током студија повремено је радио у грађевинском предузећу „Рад“ у Сарајеву и учествовао на пројектовању градске болнице у Брчком и зграде Дојч и Бенау у Сарајеву. Радио је као руководилац техничке службе у Вакуфској дирекцији у Сарајеву (1935–1942). Пројектовао је велики број модернистичких објеката у Сарајеву. У међуратном периоду пројектовао је низ објеката за Вакуфску дирекцију у Шамцу, Трнову и Чајничу. Заједно са братом Мухамедом припада генерацији пионира модерне архитектуре. Послије Другог свјетског рата једно вријеме се бавио пројектантском праксом, а након тога био је наставник и директор у Грађевинској средњој техничкој школи у Сарајеву. Потом је прешао у „Енергоинвест“. Године 1965. именован је за директора за капиталну изградњу Творнице целулозе и вискозе у Бањој Луци. Радио је једно вријеме и као гостујући предавач на Архитектонско-грађевинско-геодетском факултету у Загребу. Међу његова значајнија дјела убрајају се: Сиротиште Подхрастови у Сарајеву
(1937), зграда Вакуфа Чокаџи хаџи Сулејмана у Сарајеву (1939), небодер Вакуфа Ховаџа Камелудина (небодер ЈАТ-а) у Сарајеву (1939–1947), Дом културе у Мостару (1959).

## Награде
Добитник је следећих награда:
- Шестоаприлска награда Града Сарајева
- Двадесетседмојулске награде града Сарајева
- награда ЗАВНОБиХ-а (1982)